# UNIVAC I

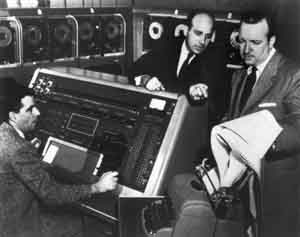
UNIVAC 1

L'UNIVAC I (acrònim d'Universal Automatic Computer, en català: Computadora Automàtica Universal) va ser el primer ordinador que es va fabricar de manera comercial als Estats Units. Els seus dissenyadors principals J. Presper Eckert i John William Mauchly van ser-ho també de l'ENIAC. La finalitat principal d'aquesta màquina era la gestió de dades administratives i de bancs, és a dir no es tractava d'una màquina per a càlcul científic. En un principi a l'UNIVAC li va costar trobar clients ja que calia que totes les dades fossin introduïdes mitjançant cintes magnètiques i no tothom tenia les dades en aquest format. Per això van haver d'incorporar a la màquina dos equipaments de processament extern que s'encarregaven o bé de convertir de targeta a cinta o a la inversa.
Els primers contractes que es van signar per la instal·lació de l'UNIVAC van ser fonamentalment amb agències governamentals a causa del seu elevat cost, que inicialment havia estat valorat en 159.000 $ però que finalment es va elevar fins als 1.250.000 $ o 1.500.000 $ segons el cas. Tot i que aquest cost era assumible per la majoria d'agències governamentals i empreses, no ho era per les universitats, per la qual cosa Sperry es va veure "obligada" a cedir alguns sistemes a universitats com Harvard, Pennsylvania i el Case Institute of Technology a Ohio. Tot i que a causa de la seva tecnologia aquestes màquines van esdevenir obsoletes relativament ràpid, cal destacar que l'Oficina del Cens les va fer servir durant 12 anys (fins al 1963), i que altres empreses no les van abandonar fins a principis de la dècada de 1970.

## Història
Els ordinadors UNIVAC I van ser construïts per la divisió UNIVAC de Remington Rand (successora de la Eckert-Mauchly Computer Corporation, comprada per Rand el 1951). El seu valor era d'entre 1 milió i 1 milió i mig de dòlars. El primer UNIVAC va ser lliurat a l'Oficina de Censos dels Estats Units (United States Census Bureau) el 31 de març de 1951 i va ser posat en marxa el 14 de juny d'aquest any. El cinquè, construït per la Comissió d'Energia Atòmica (United States Atomic Energy Commission) va ser usat per la cadena de televisió CBS per predir l'elecció presidencial nord-americana de 1952. Amb una mostra de tot just l'1% de la població votant va predir correctament que Eisenhower guanyaria, una cosa que semblava impossible.

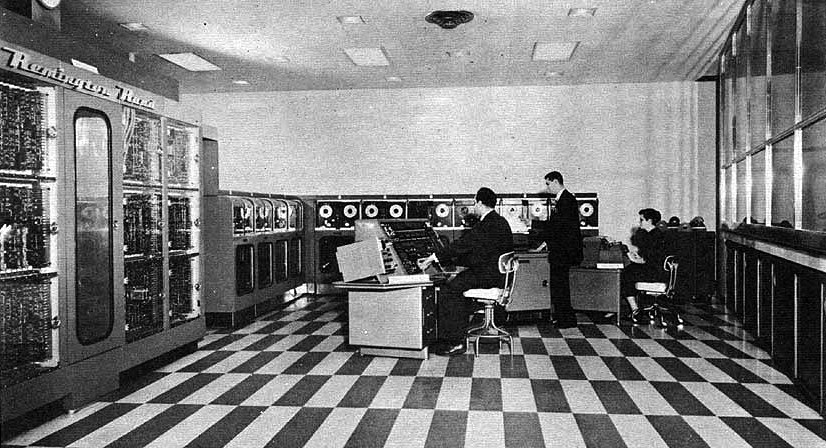
Univac I

A més de ser el primer ordinador comercial nord-americà, l'UNIVAC I va ser el primer ordinador dissenyat des del principi per al seu ús en administració i negocis, és a dir, per a l'execució ràpida de grans quantitats d'operacions aritmètiques relativament simples i transport de dades, a diferència dels càlculs numèrics complexos requerits per les computadores científiques. UNIVAC competia directament amb les màquines de targeta perforada fetes principalment per IBM. Curiosament, però, inicialment no va disposar d'interfície per a la lectura de targetes perforades, fet que va obstaculitzar la seva venda a algunes companyies amb grans quantitats de dades en targetes i el gran cost que suposava la conversió. Això es va corregir eventualment, afegint-li un equip de processament de targetes fora de línia, el convertidor UNIVAC de targeta a cinta i el convertidor UNIVAC de cinta a targeta, per a la transferència de dades entre les targetes i les cintes magnètiques que emprava UNIVAC nativament.
Els primers contractes per a la venda d'UNIVACs van ser realitzats amb institucions del govern dels Estats Units, com ara l'oficina de censos, la Força Aèria, i el servei de mapes de l'exèrcit. El vuitè UNIVAC, la primera venda efectiva per a ús comercial, va ser instal·lat el gener de 1954, en la divisió d'electrodomèstics de General Electric per gestionar els salaris. DuPont va comprar el dotzè UNIVAC, que va ser lliurat al setembre de 1954. La Pacific Mutual Insurance va rebre un UNIVAC a l'agost de 1955, i altres companyies d'assegurances aviat van seguir aquest camí. Mentrestant, per a ús oficial, l'oficina de censos va comprar un segon UNIVAC a l'octubre de 1954.
Originalment valorat en 159.000 $ de l'època, l'UNIVAC va augmentar el seu preu fins a costar entre 1.250.000 $ i 1.500.000 $. En total es van fabricar i lliurar 46 unitats. UNIVAC va resultar massa costos per a la majoria de les universitats i Sperry Rand (a diferència de companyies com IBM), no tenia el suficient suport financer per donar moltes unitats. Però un exemplar es va donar a la Universitat Harvard el 1956, un altre a la Universitat de Pennsilvanià el 1957, i un a la Case Western Reserve University a Cleveland, Ohio aquest mateix any.
Alguns sistemes UNIVAC van romandre en servei durant molt de temps, de fet, bastant després d'haver-se tornat obsolets. L'Oficina de Censos va utilitzar els seus dos sistemes fins al 1963, acumulant 9 anys de servei; Sperry Rand va utilitzar les seves dues unitats a Buffalo, Nova York, fins 1968. La companyia d'assegurances Life and Casualty of Tennessee va utilitzar el seu sistema fins a 1970, totalitzant més de tretze anys de servei.

## Característiques
Físicament l'UNIVAC es caracteritzava per tenir 5.200 tubs de buit, pesar 13 tones i consumir 125 kW, tot i això era capaç de realitzar gairebé 2.000 operacions per segon amb el seu rellotge de 2,25 MHz. La mida de la seva unitat central (només el processador i la memòria) era de 4,3×2,4×2,6 metres i el sistema complet necessitava una habitació de 35 metres quadrats per ell sol.
La característica tècnica més destacable era la seva memòria. Tenia capacitat de 1.000 paraules de 12 caràcters que es representaven de manera similar que en altres màquines de l'època: cada posició representava un dígit en decimal i l'últim dels dígits era el que indicava el signe. També tenia buffers d'entrada/sortida de 60 paraules cadascun. La implementació de tots aquests estava basada en línies de retard de mercuri, cada línia de mercuri de 10 paraules tenia les següents 3 seccions: una columna de mercuri que era el que retardava l'electricitat i feia que la memòria memoritzes, uns amplificadors i detectors que permetien recuperar i ampliar el senyal quan sortia del tanc i finalment un canal de recirculació que permetia realimentar la columna de mercuri i canviar l'estat d'aquesta depenent de què s'hagués de situar a la memòria.
Les instruccions tenien una longitud de 6 caràcters alfanumèrics que es desaven 2 a 2 en memòria. Per fer-nos una idea una suma necessitava 525 microsegons mentre que una multiplicació 2.150 microsegons; totes aquestes operacions es realitzaven en aritmètica decimal i no en binaria com seria habitual actualment.
L'entrada de dades a la màquina es realitzava mitjançant unes unitats de cinta externa anomenades UINISERVO que eren una modificació d'una màquina d'escriure electrònica d'IBM i un oscil·loscopi. Les seves característiques li permetien escriure a 100 caràcters per polzada tot i que era compatibles amb els antics models que eren més lents. En un principi aquestes unitats treballaven offline, és a dir es carregaven les dades i després la màquina començava a treballar, amb el temps es va aconseguir que fessin la feina al mateix temps que funcionava l'UNIVAC i amb això es va aconseguir augmentar força el throughput de la màquina.

## Descripcions Tècniques

### Principals característiques físiques
UNIVAC I va utilitzar 5.000 vàlvules electròniques, pesava 7,3 tones, consumia 125 kW i podia realitzar unes 1.905 operacions per segon, mesurat amb un rellotge de 2,25 MHz. El complex central únic (és a dir el processador i la unitat de memòria) va ser de 4,3 m i 2,4 m per 2,6 m d'alt. El sistema complert ocupava més de 35,5 m² de superfície.

### Detalls de la Memòria Principal
La memòria principal consistia en 1.000 paraules de 12 caràcters. En representar nombres, es van escriure com a signe de 11 dígits més. Les mil paraules de memòria van consistir a cent canals de registres de línia de demora de mercuri de deu paraules. Els buffers d'entrada i sortida van ser de seixanta paraules, que consistien a dotze canals de registres de línia de mora de mercuri cadascuna de deu paraules. Hi ha sis canals de línia de demora de mercuri de deu paraules registrats com a canvis. Amb circuits modificats, set canals més controlen la temperatura dels set tancs de mercuri i s'utilitza un altre canal per al registre de deu paraules “Y”. El total de 126 canals de mercuri es troba en els set dipòsits de mercuri muntats a la part posterior de les seccions MT, MV, MX, NT, NV, NX i GV. Cada dipòsit de mercuri es divideix en divuit canals de mercuri.
Cada canal de línia de retard de mercuri de deu paraules es compon de tres seccions: 
1. Un canal en una columna de mercuri, amb la recepció i transmissió de cristalls piezoelèctrics de quars muntats en extrems.
2. Un xassís de freqüència intermedi, connectat al cristall receptor, que conté amplificadors, detector i retard de compensació, muntats a la carcassa del dipòsit de mercuri.
3. Un xassís de recirculació, que conté un seguidor de càtode, un polsador i retímers, modulador, que acciona el cristall de transmissió, i les portes d'entrada, esborrany i canvi de memòria, muntats a les seccions adjacents als dipòsits de mercuri. [4]

### Instruccions i Idees
Les instruccions eren sis caràcters alfanumèrics, amb dues instruccions per paraula. El temps d'addició va re de 525 microsegons i el temps de multiplicació va ser de 2.150 microsegons. Es va produir una modificació anomenada “Overdrive”, que permetia tres intruccions de quatre caràcters per paraula en algunes circumstàncies. (El simulador d'Ingerman per a UNIVAC, que es fa referència a continuació, també fa que aquesta modificació estigui disponible).
Els dígits es representaven internament utilitzant l'Aritmètica Decimal Binari Codificada, amb sis bits per dígit utilitzant el mateix valor que els dígits del conjunt de caràcters alfanumèrics (i un bit de paritat per dígit per comprovar errors), permetent nombres d'onze dígits. Però a excepció d'una o dues instruccions de la màquina, els programadors consideraven UNIVAC com una màquina decimal, no una màquina binària, i la representació binària dels caràcters era irrellevant. Si es trobava un caràcter sense dígits en una posició durant una operació aritmètica, la màquina la va passar sense canvis a la sortida i es va perdre qualsevol entrada al no dígit. (Tingueu en compte, però, que una peculiaritat dels circuits de suma/resta de UNVAC I era que els caràcters “ignorats”, espais i minus es tractaven ocasionalment com a numèrics, amb valors de -3, -2 i -2 respectivament, i l'apòstrof, parèntesis d'amperis i esquerres es van tractar ocasionalment com a numèrics amb valors de 10, 11 i 12). 

### Inputs i Outpus
A més de la consola de l'operador, els únics dispositius d'entrada i sortida connectats a UNIVAC I eren fins a deu unitats de cinta, UNISERVO una màquina d'escriure elèctrica Standard Remington i un oscil·loscopi Tektronix. L'UNISERVO va ser la primera unitat de cinta informàtica comercial comercialitzada. Utilitzava una densitat de dades de 128 bits per polzada (amb una taxa real de transferència de 7.200 caràcters per segon) sobre cintes de bronze de fòsfor de magnesiada. L'UNISERVO també podria llegir i escriure cintes creades per UNENTER a 20 bits per polzada. La UNITYPER era una màquina d'escriure fora de línia per a un dispositiu de cinta, utilitzada pels programadors i per a l'edició de dades menors. 
Les operacions de lectura, d'escriptura, i de retrocés foren possibles a l'UNIVAC I i es van superposar per complet amb l'execució de la instrucció, que permetia obtenir un rendiment elevat del sistema en les aplicacions de processament de dades típics de classificació o combinació. Es poden enviar grans volums de dades com a entrada a través de cintes magnètiques creades en una targeta sense connexió a un sistema de cinta i es realitzen com a sortida a través d'una cinta fora de línia independent al sistema d'impressió. La consola dels operadors tenia tres columnes de commutadors codificats decimals que permetien mostrar qualsevol dels llocs de memòria de mil a l'oscil·loscopi. Atès que la memòria de la línia de retard de mercuri es va emmagatzemar els bits en un format en sèrie, un programador operadors podria controlar de forma contínua i paciència la ubicació de la memória, descodifica els seus continguts tal com es mostra en l'àmbit d'aplicació. La màquina d'escriure en línia s'utilitza normalment per anunciar punts de trencament de programes, punts de control i abocadors de memòria.

### Operacions
UNIVAC I tenia diversos dispositius auxiliars. Hi havia,com era usual: una impressora que llegeix una cinta magnètica i una impressió en paper continu; un convertidor de targeta a cinta, que llegeix targetes perforades i grava les seves imatges en cinta magnètica; i un convertidor de cinta a targeta, que va llegir una cinta magnètica i va produir targetes perforades. No hi va haver un sistema operatiu proporcionat per UNIVAC. Els operadors carreguen en UNISERVO una cinta de programa que es pot carregar automàticament per la lògica del processador. Es muntaven les cintes de dades d'origen i de sortida adequades i es va iniciar el programa. Les cintes de resultats van passar a la impressora sense connexió o normalment per processar dades en un emmagatzematge a curt termini per ser actualitzades amb el següent conjunt de dades produïdes a la unitat de cinta a la targeta fora de línia. La temperatura del tanc de memòria de la línia de retard de mercuri es va controlar molt a prop, ja que la velocitat del so en el mercuri varia amb la temperatura. En el cas d'una falla d'energia, moltes hores podrien transcendir abans que la temperatura s'estabilitzés.

### Fiabilitat
Eckert i Mauchly estaven incerts sobre la fiabilitat dels circuits lògics digitals i poc es coneixia en aquell moment. El UNIVAC I va ser dissenyat amb circuits paral·lels de computació i comparació de resultats. A la pràctica, només els components fallants van produir errors de comparació, ja que els seus dissenys de circuits eren molt fiables. Es van utilitzar trucs per gestionar la fiabilitat dels tubs. Abans d'utilitzar-se a la màquina, es van cremar grans quantitats del tub predominant tipus 25L6 i provar-les acuradament. Moltes vegades la meitat d'un lot de producció seria llançat. Els tècnics van instal·lar un tub provat i cremat en un lloc fàcilment diagnosticat, com ara els amplificadors de recirculació de memòria. Després, quan era més gran, aquest tub d'or va ser enviat a estoc per utilitzar-se en una situació lògica difícil de diagnosticar. Va trigar uns 30 minuts a encendre l'ordinador, ja que tots els subministraments de filament es van incrementar al seu valor operatiu durant aquest temps, per reduir l'estrès i l'estrès tèrmic en els tubs. Com a resultat, es van obtenir alts processadors (MTBF). L'UNISERVO no tenia columnes de buit, sinó que tenia fonts i cadenes per emmagatzemar cinta adhesiva des de les bobines fins al cabal. Aquestes eren una freqüent font de fracassos.